# Uzen
Uzen (rus: Узень) és un poble (possiólok) de l'óblast de Tomsk, a Rússia, que el 2015 tenia 204 habitants. Fou fundat el 1903. El 1925 hi havia 55 llars, majoritàriament d'ètnia russa.